# Christina Hesselholdt
Christina Hesselholdt (født 19. december 1962 i København) er en dansk forfatter. Hun er cand.phil. i litteraturvidenskab og desuden uddannet fra Forfatterskolen (afgang 1990), hvor hun også siden har undervist. Hun har været medredaktør på de litterære tidsskrifter Banana split og Den Blå Port.
Hesselholdt er et af hovednavnene indenfor dansk 90'er-minimalisme. Hendes sparsomt formulerede prosatekster danner ofte, ved at spille på ordenes dobbelte eller mangedobbelte betydninger, flere lag i teksten. Med kortprosasamlinger som Hovedstolen og Det skjulte har hun ligesom bl.a. Solvej Balle været med til at udvikle og cementere punktromanen som genre. Ofte er hendes bøger svære at kategorisere genremæssigt – bl.a. består Eks udelukkende af replikkerne i en dialog mellem to mennesker og er af Paal-Helge Haugen blevet karakteriseret som en mellemting mellem et kammerspil og en dialogroman, og en bog som Hovedstolen karakteriserer forfatteren selv på bagsiden som '50 fiktioner om en barndom'.
Christina Hesselholdt har modtaget en række udmærkelser for sit arbejde og modtog i 2018 Det Danske Akademis Den Store Pris, som betegnes som landets fornemste anerkendelse af et forfatterskab.

## Trilogien
Køkkenet, gravkammeret og landskabet, Det skjulte og Udsigten er en trilogi, der kredser om hovedpersonen Marlon. I løbet af trilogien går stilen fra at være meget fragmenteret, minimalistisk poetisk til mere forklarende, udfyldende normalprosa.
Køkkenet, gravkammeret og landskabet handler om barnet Marlon, hvis mor dør, hvorefter en kvinde kaldet Audrey flytter ind og indleder et forhold til faderen. Gennem sin fotografiske beskrivelsesform behandler bogen den fornemmelse af stilstand efter moderens død, der bliver en realitet, da faderen hyrer en fotograf til at forevige hans styrten sig i floden.
Det skjulte beskæftiger sig med forholdet mellem det fysiske og det psykiske gennem hovedpersonens store fokus på kroppen. Marlon er nu blevet en ung mand og forelsker sig i garderobepigen Greta. Han føler dog ikke at han rigtigt kan nå hende – "Mine øjne preller af på Greta", skriver han – og han gør et meget konkret forsøg på at begribe hendes indre ved at slå hende ihjel, skære hende op og tage hendes hjerte i hænderne. Vi forlader ham flydende på en flod på vej mod havet, mens han "[løfter] det enestående højt over sit hoved".
Udsigten starter, hvor Det skjulte slutter, men nu har Marlon mistet fornemmelsen af det enestående. Han smider hjertet væk og går tilbage til lejligheden, hvor Audrey og den nu gamle fotograf, der i Det skjulte tog et billede af Marlon med hjertet i hænderne, har fjernet liget og næsten alle spor af det. Bogen kredser om Marlons følelser omkring det skete og de to gamles lange samtaler. Den slutter, da Marlon ser skraldemændene finde liget af Greta i containeren.

## EKS
Eks er en dialog mellem Judith og Daniel, som lige har mødt hinanden og fortæller om og udforsker deres fortid og deres forhold til hinanden.

## Hovedstolen
Hovedstolen beskæftiger sig med, hvordan man erindrer barndommen. Den logisk fremadskridende kronologi er erstattet af en ligestilling af de forskellige minder, der danner en fornemmelse af stilstand. Bogens problematik er en skilsmisse mellem hovedpersonens far og mor, såvel som hendes forhold til sine bedsteforældre. Begrebet 'faren' bliver behandlet i alle sine facetter, både som far, farfar, Gud og det farlige. Titlen henviser til Per Højholt, der engang sagde at en forfatter ikke bør tage af hovedstolen, dvs. skrive selvbiografisk. Før nogle af bogens kapitler optræder citater, der kan tolkes som familiemedlemmernes reaktioner på de tekster, forfatteren har præsenteret for dem. Nogle gange er de uenige i hvad der er sket, og således tjener reaktionerne til at 'korrigere' den virkelighed, der bliver præsenteret i teksterne, så grænsen mellem virkelighed og fiktion bliver udvisket.
De 50 fiktioner står blandt andet også for 50 kapitler, og de kapitler er meget små, men med mange detaljer. Erindringerne er meget korte, og det har noget at gøre med, at børns erindringer fra deres barndom kun er små glimt. De kan ikke huske alting i detaljer, men nogle ting vil altid stå klart for dem, som var det i går.